# 巴波沙大馬路
巴波沙大馬路（葡萄牙語：Avenida de Artur Tamagnini Barbosa）是澳門其中一條主要幹道，位於澳門半島的北部，以堂區劃分即花地瑪堂區。北端為關閘廣場，南端至青洲大馬路連接罅些喇提督大馬路。長度約475米，闊度為11米。路名由來為紀念葡屬澳門第107、111、114任總督巴波沙的功勞。至今，巴波沙大馬路每日還是一條繁忙的街道，每日堵塞的情況經常發生。巴波沙附近是關閘出入境口岸，工人體育場和台山，令到該條馬路非常重要。

## 由來
在巴波沙在任期間，位於台山的木屋區（現今已不存在）發生一場重大的火災，造成全部房屋都被燒毀，為挽救這些市民的住處，巴波沙、社會人士和政府出錢在原址興建平民屋來安置災民。平民屋數量有900餘間，全部都是低矮的磚屋，整齊的排列成11個街。為賠償災民，巴波沙以低價租給平民們，並命名為“巴波沙坊”。而在開闢巴波沙坊時空出來一條大馬路，為感謝巴波沙的幫助，該條新馬路命名為“巴波沙大馬路”。

## 重要性
因為當時交通不發達，巴波沙大馬路成為一個主要連接關閘的馬路，生意隨處可見。

## 重要地點
- 關閘[註 1]
- 鄭觀應公立學校（英语：Zheng Guanying Official School）
- 新城市花園
- 台山平民新邨
- 聖若瑟中學（第五校）
- 花地瑪聖母堂

## 附近交通
- 巴波沙大馬路（巴士站）
- 台山平民大廈（巴士站）
- 關閘總站
- 牧場街總站